# Earl Cochell
Earl Cochell  est un ancien joueur américain de tennis, né le 18 mai 1922.

## Carrière
À l'US Open de 1951 en 1/8 de finale contre Gardnar Mulloy, contestant une balle litigieuse il tente d'haranguer la foule en montant sur l'échelle l'arbitre de chaise pour prendre son micro. Il en a été empêché et deux jours après il est suspendu indéfiniment par l'USTA. Il  arrête ensuite le tennis.

## Parcours en Grand Chelem
- US Open : Quart de finale en 1948 & 1950